# 382238 Euphemus
382238 Euphemus è un asteroide troiano di Giove del campo troiano. Scoperto nel 2011, presenta un'orbita caratterizzata da un semiasse maggiore pari a 5,1241874 UA e da un'eccentricità di 0,0702519, inclinata di 12,44401° rispetto all'eclittica.
Dal 16 gennaio al 15 aprile 2014, quando 385446 Manwë ricevette la denominazione ufficiale, è stato l'asteroide denominato con il più alto numero ordinale. Prima della sua denominazione, il primato era di 367943 Duende.
L'asteroide è dedicato a Eufemo, capitano dei Ciconi, popolo alleato dei Troiani.